# Adam Elias von Siebold
Adam Elias von Siebold (Würzburg, 5 marzo 1775 – Berlino, 12 giugno 1828) è stato un ginecologo tedesco.

## Biografia
Era il figlio più giovane di Carl Caspar von Siebold (1736-1807). Siebold era un professore di anatomia, chirurgia e ostetricia dell'Università di Würzburg. A differenza dei suoi fratelli, voleva diventare un commerciante, ma alla fine cominciò a studiare medicina.
Attraverso i suoi insegnamenti influenzò Johann Christian Stark (1753-1811) a Jena, Friedrich Benjamin Osiander (1759-1822) a Gottinga e successivamente Johann Lukas Boër (1751-1835) a Vienna.
Morì all'età di 53 anni per una malattia allo stomaco. Ebbe due figli e quattro figlie, fra cui il medico e zoologo Karl Theodor Ernst von Siebold (1804-1885).

## Opere principali
- Ausführliche Beschreibungen der Heilquellen zu Kissingen und ihre Auswirkung besonders bei Frauenzimmerkrankheiten, 1828,  .